# Mar di Bali

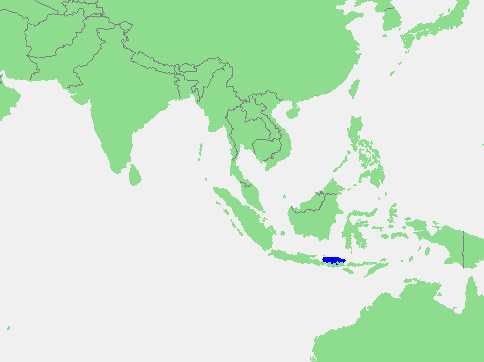
Localizzazione del mar di Bali.

Il mar di Bali (indonesiano: Laut Bali) è un mare localizzato a nord dell'isola di Bali e a sud dell'isola di Kangean in Indonesia. È una sezione dell'Oceano Pacifico e fa parte del Mediterraneo Australasiatico.

## Descrizione
Il mare costituisce la sezione sud-ovest del mar di Flores, e lo Stretto di Madura si apre verso ovest.
Il Mar di Bali è talvolta raggruppato con il mar di Flores per scopi oceanografici, tuttavia in altre carte nautiche, è segnalato come un mare distinto. Il mare copre una superficie di 45.000 km quadrati, e la sua profondità massima raggiunge i 1.590 metri. Come movimento delle masse d'acqua costituisce un continuo con i vicini mar di Flores e mar di Giava.
Questa regione è soggetta storicamente al rischio tsunami. L'eruzione del Tambora del 1815 causò uno tsunami che si abbatté sulla costa il 22 settembre 1815 a 8°00′S 115°12′E e tre anni più tardi, l'8 settembre 1818, in conseguenza a successive attività vulcaniche, a 7°00′S 117°00′E. Altri due tsunami sono stati registrati nel 1857 e nel 1917 con altezza massima di 3 metri e 2 metri rispettivamente.